# 伊藤恵子
伊藤 恵子（いとう けいこ、1950年11月19日 - ）は、日系イギリス人作家。既婚、2女あり。

## 来歴・人物
初代伊藤忠兵衛の玄孫。父は伊藤英吉。母は加納久朗の次女・英子。兄2人、弟1人、妹1人の5人きょうだい。長兄は伊藤公一。夫は英国人Thomas Helsby（トマス・ヘルスビー、1953年頃 - ）。
1950年、兵庫県神戸市生まれ。1970年、小林聖心女子学院高等学校卒業。高校卒業後に渡米。スワースモア大学卒業（学士）。イェール大学大学院修了（修士）。ニューヨーク所在の国際連合日本政府代表部に就職、緒方貞子のアシスタントを3年半務め、国際連合広報局に就職。1991年、夫の転勤で退職しロンドンに移住。1992年～1995年、欧州復興開発銀行勤務。その後、世界銀行ロンドン事務所のメディアコンサルタントを務める。2001年、ロンドン・スクール・オブ・エコノミクスで博士号。
作家名は「Keiko Itoh」、日本での活動は出生名「伊藤恵子」を使用。

## 著書
- The Japanese Community in Pre-War Britain: From Integration to Disintegration(Curzon Press, 2001) [4]
- My Shanghai, 1942-1946: A NOVEL(Renaissance Books(英語版), 2015)